# Irreversível (canção)
"Irreversível" é uma canção da banda de rock brasileira CPM 22, lançada como o segundo single de seu quarto álbum de estúdio, Felicidade Instantânea (2005).

## Recepção
Anderson Nascimento, do Galeria Musical, descreveu "Irreversível" como "uma música melodicamente perfeita e bem diferente de qualquer outra melodia encontrada no álbum".

## Créditos
Com base no encarte do CD de Felicidade Instantânea.
CPM 22
- Badauí: vocal
- Wally: guitarra e vocal de apoio
- Luciano Garcia: guitarra e baixo
- Japinha: bateria e vocal de apoio

## Prêmios e indicações
| Ano  | Premiação                             | Categoria                 | Resultado | Ref.  |
| ---- | ------------------------------------- | ------------------------- | --------- | ----- |
| 2005 | MTV Video Music Brasil                | Melhor Videoclipe de Rock | Venceu    | [ 3 ] |
| 2006 | Prêmio Multishow de Música Brasileira | Melhor Música             | Indicado  | [ 4 ] |

## Certificações e vendas
| Região                                                        | Certificação | Unidades/vendas |
| ------------------------------------------------------------- | ------------ | --------------- |
| Brasil (PMB)                                                  | Ouro         | - 50.000‡       |
| ‡vendas+valores de streaming baseados somente na certificação |              |                 |